# 涅瓦大道站
涅瓦大道站（羅馬化：Nevsky prospekt）是聖彼得堡地鐵莫斯科－彼得格勒線的一個車站。涅瓦大道站開通於1963年7月1日，在該站可換乘涅瓦－瓦西利島線。涅瓦大道站也是聖彼得堡地鐵的車站中最繁忙的車站之一。